# Paneuropski prometni koridor X
Paneuropski prometni koridor X je jedan od Paneuropskih prometnih koridora. Vodi od Salzburga u Austriji do Soluna u Grčkoj. Koridor ide pravcem:  Salzburg (Austrija) – Beljak (Austrija) – Ljubljana (Slovenija) – Zagreb (Hrvatska) – Beograd (Srbija) – Niš (Srbija) – Skopje (Makedonija) – Veles (Makedonija) – Solun (Grčka). 

## Ogranci
- ogranak A: Graz (Austrija) – Maribor (Slovenija) – Zagreb,
- ogranak B: Budimpešta (Mađarska) – Novi Sad (Srbija) – Beograd,
- ogranak C: Niš – Sofija (Bugarska) - Plovdiv - Dimitrovgrad - Istanbul  (preko koridora IV – Carigrad)
- ogranak D: Veles (Makedonija) – Prilep - Bitola (Makedonija) – Lerin (Grčka) – Via Egnatia - Igumenica

## Vanjske poveznice
- Paneuropski prometni koridori Hrvatska enciklopedija